# 사적 연구 방법
사적 연구 방법(史的硏究方法) 또는 사적 방법은 역사가들이 1차 사료 및 기타 증거들을 사용하여 역사를 연구하고 저술하는 방법을 말한다.
흠이 없는 사적 방법의 특징과 가능성에 대한 의문은 역사 철학의 인식론에서 제기되었다. 일반적으로 역사가들이 '외부 비평', '내부 비평', '종합'의 명칭으로 사용하는 사적 연구의 지침들은 다음과 같이 요약된다.

## 구분
길버트 갸라한(Gilbert Garraghan)은 비평을 여섯 가지 질문으로 나누었다.
1. 시기: 출처는 '언제' 저술·구전되고 만들어졌나 ?
2. 장소: 어디에서 만들어졌나 ?
3. 권위: '누가' 만들었나 ?
4. 분석: '기존의 무엇'으로부터 만들어졌나 ?
5. 완전성: '어떤 형태의 원본'으로부터 만들어졌나 ?
6. 신빙성: 내용의 '증거로서의 가치'는 무엇인가 ?

처음 네 가지는 '고등 비평', 다섯 번째는 '하부 비평'이라 하며, 이들을 합쳐 외부 비평이라 한다. 여섯 번째와 마지막 질문은 내부 비평이라 한다.
R. J. 샤퍼(Shafer)는 '외부 비평은 이따금 그릇된 증거로부터 구제해 줄 뿐이어서 부정적으로 평가받지만, 내부 비평은 권위있는 증거를 사용하는 방법을 알려준다는 면에서 긍정적'이라 설명하였다.

### 외부 비평: 신빙성과 출처

#### 고등 비평
R. J. 셰퍼는 권위와 서술된 시기를 결정지으려면 고려해야 할 몇 가지를 지적하였다. 이는, 1) 내용 분석, 2) 다른 증거와 내용의 상호 비교, 3) 증거의 물리적 성질을 시험하는 것이다. 내용 분석은 언어상의 시대적 착오, 시기를 추정할 수 있는 출처, 문화적 환경과의 일치 등을 포함한다. 타 문서와의 비교는 고문서학, 필적의 유형에 대한 연구, 문체의 연구, 알려진 작가와의 문필 형식 비교, 저자 또는 동시대의 다른 문서의 출처 등을 참고할 수 있다. 물리적인 성질은 종이의 재질, 잉크의 농도, 봉인의 형태, 방사성탄소연대측정의 결과 등을 포함한다.

#### 하부 비평
하부 비평은 흔히 '원문 비평'으로 알려져 있는데, 원본이 아닌 필사본만이 있을 때에 본문의 정확성을 알아내는 것과 관련이 있다. 원문 비평의 접근법은 절충주의(eclecticism), 계통주의(stemmatics), 분기학(cladistics) 등이 있다. 절충주의의 주된 관점은 선택해야 할 여러 내용들이 있을 때에 파생된 나머지 내용들을 가장 쉽게 설명할 수 있는 것을 원본으로 채택해야 한다는 것이다. 계통주의는, 현존하는 사본의 '계보'를 만들어 올바른 내용을 결정하는 것이다. 분기학은 통계적인 분석을 이용한다.

### 내부 비평: 사적 신뢰도
루이스 곳샬크(Louis Gottschalk)는 완전히 신뢰할 수 있다고 인정되는 문서는 거의 없음을 주목하여 일반적인 규칙을 만들었다. 이는, '문서의 각 특정 부분에 대해서 신뢰성을 입증하는 과정은 저자의 일반적인 신용이 고려되지 않고 별도로 맡겨져야 한다'는 것이다. 대체로 저자의 신뢰성은 각 진술을 고려할 때의 배경이 될 수 있지만, 추출된 각 증거의 부분은 개별적으로 비중이 고려되어야 한다.

#### 목격자의 증언
R. J. 셰퍼는 목격자의 증언을 검증하는 점검 목록을 제공한다.
1. 저술이 실제로 의미하는 것이 문자 그대로의 의미와 다른 것인가 ? 언어는 현재 사용되는 의미와 다른 것인가 ? 문장이 풍자적이지는 않은가 ? (즉, 말하는 것과 다른 의미를 갖고 있는 것은 아닌가 ?)
2. 저자는 보고하는 사항을 어떻게 관찰하였나 ? 저자가 느끼는 것과 관찰 대상은 같은 것인가 ? 저자가 보고, 듣고, 만져보기에 적당한 위치에 있었나 ? 저자는 적절한 사회적 관찰 능력을 갖고 있는가 ? 즉, 그 언어를 이해할 수 있는가 ? 그 외에 전문적인 지식이 필요한 것은 아닐까 ? (예를 들면 법률이나 군사) 저자는 배우자나 비밀경찰에 위협받고 있지 않았나 ?
3. 저자는 어떻게 기록하였나 ? 저자의 기록 능력은 어떠한가 ?
  1. 기록 능력과 관련하여, 저자는 편견을 갖고 있지는 않은가 ? 저자는 기록 작성을 위해 충분한 시간이 있었나 ? 기록에 적합한 장소가 있었나 ? 적절한 기록 용구가 있었나 ?
  2. 저자가 관찰했을 때부터 기록했을 때까지의 시간은 ? 꽤 시간이 지나지는 않았나 ?
  3. 저자가 보고하려는 의도는 ? 누구를 위해 보고하였나 ? 그 때에 주변의 인물이 왜곡을 요구하거나 권장하지는 않았는가 ?
  4. 의도하였던 진실성에 외부의 관여가 없었나 ? 보고 사항에 무관심하여 의도하지 않은 왜곡의 가능성은 없는가 ? 저자 자신이 손해가 되는 내용을 적게 되어 왜곡할 가능성이 있지는 않았나 ? 저자는 우연으로 또는 항상 정보가 주어져 의도적으로 오류를 유발할 가능성은 없었는가 ?
4. 저자의 언급은 본질적으로 현실성이 결여되어 있지는 않나 ? 즉, 인간성에 반하거나 일반 상식에 배치(背馳)되지 않는가 ?
5. 정보의 유형에 따라 관찰과 보고가 쉬운 경우가 있음을 명심한다.
6. 글 내부적으로 모순이 있지 않은가 ?

루이스 곳샬크는 추가적으로 생각할 사항으로, '해당 사실이 널리 알려지지 않았더라도, 사안에 따라서는 흔히 일어나거나 충분히 가능한 일이어서 오류나 거짓이 있을 것 같지 않은 경우도 있다'는 것을 지적하였다.
갸라한은 대부분의 정보가 '간접적인 목격자'로부터 나옴을 지적하였다. 이들은 해당 장소에 있지 않았으나 다른 이들로부터 그 내용을 전해들은 것이다. 곳샬크는, '역사가는 이따금 소문에 의한 증거를 사용할 수 있음'을 지적한다. 어쨌거나, 2차 목격자의 정보를 사용하는 경우 이들을 전적으로 신용할 수는 없으며, 오히려 1) 목격자는 어떠한 1차 증언을 근거로 하고 있는지, 2) 2차 목격자가 1차 증언을 대체적으로 정확히 보고하는지, 3) 그렇지 못하다면, 목격자는 1차 증언을 얼마나 상세하게 보고하는지 물어보아야 한다는 것이다. 그는 2)번과 3)번 질문에서 만족할 만한 대답을 얻었다면 역사가는 1차 증언의 전체 또는 요점을 제공받은 것이며, 이러한 경우에는 목격자의 정보에 대하여 1차 증거와 같이 테스트를 한다고 설명하였다.

#### 구전
길버트 갸라한은 구비 전승의 경우 다음과 같은 두 가지 '광역 조건'이나 여섯 가지 '상세 조건'을 만족하면 받아들일 수 있다고 주장하였다.
1. 광역 조건
  1. 전승은 중단 없는 일련의 목격자들에 의해 지속되어 일어난 일에 대한 직접적인 최초의 보고자로부터 채록되는 생존하는 전달자 또는 최초로 기록을 시도한 서술자까지 도달하여야 한다.
  2. 여러 평행하고 독립적인 일련의 목격자들이 있어서 문제되는 내용을 증명해야 한다.
2. 공식화된 상세 조건
  1. 전승은 많은 사람들에게 직접적으로 알려질 만한 일 같은 중요한 사건을 보고해야 한다.
  2. 전승은 최소한 한정된 시간 이상은 일반적으로 그렇다고 여겨져야 한다.
  3. 이러한 '한정된 시간' 동안, 이에 대한 이의가 (해당 사실의 부인에 관심있는 사람으로부터의 이의를 포함하여) 제기되지 않았어야 한다.
  4. 전승은 상대적으로 한정된 지속 기간을 갖는다. (기타, 갸라한은 최소한 구전에 의한 기억이 뛰어난 문화에서 최대 한도를 150년을 제안하였다.)
  5. 전승이 지속되는 동안 비평 정신이 충분히 발달하여야 하며, 비평 조사의 필요 수단이 바로 사용 가능하여야 한다.
  6. 전승이 옳지 않다고 여겼다면 충분히 이의를 제기했을 문제의식을 갖는 인물이 그러한 이의를 제기하지 말았어야 한다.

전승을 증명할 수 있는 또 다른 방법이 있을 수 있는데, 고고학적 유물에 의한 증거와의 비교가 그 한 예이다.

## 참고 문헌
- Gilbert J. Garraghan, A Guide to Historical Method, Fordham University Press: New York, 1946. ISBN 0-8371-7132-6.
- Louis Gottschalk, Understanding History: A Primer of Historical Method, Alfred A. Knopf: New York, 1950. ISBN 0-394-30215-X.
- Martha Howell and Walter Prevenier, From Reliable Sources: An Introduction to Historical Methods, Cornell University Press: Ithaca, 2001. ISBN 0-8014-8560-6.
- C. Behan McCullagh, Justifying Historical Descriptions, Cambridge University Press: New York ,1984. ISBN 0-521-31830-0.
- R. J. Shafer, A Guide to Historical Method, The Dorsey Press: Illinois, 1974. ISBN 0-534-10825-3.

## 같이 보기
- 과학적 방법